# 六角義信
六角 義信（ろっかく よしのぶ）は、南北朝時代の守護大名。近江国守護。六角氏5代当主。

## 略歴
正平4年/貞和5年（1349年）、六角氏頼の嫡男として誕生。
観応の擾乱で進退に窮して正平6年/観応2年（1351年）6月25日に出家した父から家督を譲られた。しかし幼少のため叔父・山内信詮（定詮）が近江守護となり、その定詮が直義方につくと代わってもう一人の叔父である直綱が近江守護になった。正平7年/文和元年（1352年）から正平8年/文和2年（1353年）まで短期間近江守護に補任され、正平9年/文和3年（1354年）に当主に復帰した父が近江守護に任命された。
正平17年/貞治元年（1362年）12月2日に2代将軍・足利義詮の加冠により元服、義詮から偏諱（｢義｣の一字）を受けて義信と改名した。しかし、正平20年/貞治4年（1365年）11月8日に17歳で急死した。
六角氏には義信の異母弟の亀寿丸がいたがまだ生まれたばかりであり、管領・細川頼之の命により父・氏頼の母方の従兄弟に当たる京極高詮（京極高氏の孫）を猶子に迎えたが、7年後に亀寿丸が元服して六角満高となると六角氏を継ぎ、高詮の近江守の任は解かれ京極氏に戻った。